# TOG 2
El Tank, Heavy, TOG II*  (Tanc, Pesat, TOG II*) era un prototip de tanc dissenyat i produït, a principis de la Segona Guerra Mundial, en el Regne Unit. Com el van dissenyar els mateixos que van dissenyar els tancs a la Primera Guerra Mundial, aquest tanc estava dissenyat per acompanyar a la infanteria, poder moure’s en terreny amb fang, i passar per craters dels camps de batalla. Com la Segona Guerra Mundial no va ser de trinxeres, aquest tanc es va declarar com a innecessari i es va cancel·lar.
Era una versió millorada del tanc TOG I, encara que només es va fer un prototip.

## Història
El segon disseny en sortir del comitè per al desenvolupament de vehicles especials (apodat el "The Old Gang", ja que estava dissenyat per les mateixes persones que havies dissenyat els tancs en la Primera Guerra Mundial). El TOG II* era molt similar al tanc TOG 1, i mantenia moltes de les seves característiques. En comptes de fer una cadena continua com el TOG I, i com la majoria dels tancs de la Primera Guerra Mundial, en el TOG II*, es van fer unes cadenes que anaven pel cos del tanc, en comptes d'envoltar-lo. Va ser demanat el 1940, i es va construir el primer prototip per Foster's of Lincoln, en el Març de 1941.
El disseny incloïa un canó de 6 lliures i diverses plataformes per a diverses armes que no es van incloure. Inicialment estava carregat amb una rèplica d'una arma i de torreta, i el 1942, se li va donar una torreta experimental i una arma de veritat, la torreta era la mateixa que la del tanc Cruiser Mk VIII Challenger, dissenyada per poder portar el canó de QF 17-pounder (76,2 mm). La torreta normal (la del TOG II* va ser modificada), va ser utilitzada per al tanc Challenger. Les suposades plataformes extres de foc no van ser mai incorporades.
Encara que estava equipat amb el mateix sistema elèctric i mecànica que el TOG I, el TOG II* utilitzava dos generadors, i no es va reportar mai cap problema. Va ser modificat per incloure, entre altres coses, un canvi de sense suspensió a tenir una barra de torsió com a suspensió, i les seves proves van tenir bons resultats el Maig de 1943. No es va desenvolupar cap TOG més, a excepció del TOG 2(R), que era una versió revisada. La ‘R’ hauria d'haver sigut 1,8 metres (6 ft) més curt, utilitzat barres de torsió com a suspensió i no preveia cap plataforma per a armes.
El TOG II* es pot veure en el museu de tancs de Bovington.